# Lorient Agglomération
Lorient Agglomération (An Oriant Tolpad-kêrioù en breton) est une communauté d'agglomération française, située dans le département du Morbihan, en région Bretagne. Créée à la fin de l'année 1999 sous le nom Cap l'Orient, elle prend son nom actuel en 2012.
Après sa fusion avec la communauté de communes de la région de Plouay en 2014, Lorient Agglomération compte 25 communes pour 206 555 habitants en 2021, soit 27 % de la population du Morbihan. De par sa population, l'agglomération est la première structure intercommunale du département et la troisième de la région Bretagne, après Rennes Métropole et Brest Métropole. Depuis 2020, elle est gérée par un conseil communautaire de 73 conseillers. Elle dispose de compétences en matière de développement économique, d'aménagement du territoire, de politique de la ville, de cohésion sociale et de gestion de certains services publics.

## Description
Forte de sa situation et de son héritage maritime, l'agglomération lorientaise est tournée vers la mer et ses activités émergentes comme les énergies marines. C’est dans ce sens qu’est encouragé un développement économique axé sur la valorisation du savoir-faire industriel et technologique dans des domaines comme la pêche, la construction navale, le tourisme ou encore les nouvelles technologies.
Ces dernières années[Quand ?], la population a augmenté dans la deuxième couronne de l'agglomération et au sud-est du territoire, se rapprochant ainsi de plus en plus par des coopérations économiques de Quimperlé à l'ouest et du pays d'Auray à l'est, soit une aire urbaine de 450 000 habitants.
Lorient Agglomération profite d'un dynamisme croissant contrairement au reste de la Bretagne occidentale, reposant essentiellement sur le phénomène de "Riviera", c'est-à-dire avec l'installation d'une population de retraités, âgée au fort pouvoir d'achat sur le littoral sud breton très touristique se prolongeant le long du littoral morbihannais jusqu'au pays vannetais et au golfe du Morbihan sur un axe économique Lorient - Nantes.
Deux concepts conduisent la stratégie de l'agglomération. Celui de « mer, rade, vallées » définit bien l'identité géographique du territoire, ses atouts touristiques et son ambition d’un aménagement équilibré. Des actions respectueuses des différentes composantes du territoire et de sa richesse environnementale comme l’illustrent la politique de tri et de traitement des déchets, la requalification de l’espace côtier, le transport collectif en site propre, l’adoption d’une charte de l’environnement et du développement durable. L'installation de stockage de déchets non dangereux qui traite les déchets ultimes de l'agglomération, située à Inzinzac-Lochrist, produit du biométhane depuis fin 2019.

## Historique
- 11 décembre 1973 : création du SIVOM du Pays de Lorient qui regroupe les communes de Caudan, Lanester, Lorient, Larmor-Plage, Ploemeur, Quéven. Une intercommunalité de services se met en place. Ses compétences s’appliquent aux transports, à la sécurité incendie, au traitement des déchets.
- 22 novembre 1990 : le District succède au SIVOM
- De 1991 à 1999, onze nouvelles communes adhèrent : Pont-Scorff, Gestel, Inzinzac-Lochrist, Hennebont, Guidel, Port-Louis, Gâvres, Riantec, Brandérion, Cléguer et Groix.
- Janvier 2000 : naissance de la communauté d’agglomération du Pays de Lorient qui prend le nom de Cap l’Orient
- 2 avril 2012 : le groupement de communes prend le nom de Lorient Agglomération[2].
- 1er janvier 2014 : intégration des six communes de la Communauté de communes de la région de Plouay dans Lorient Agglomération.

## Territoire communautaire

### Géographie
Lorient Agglomération se situe au sud-ouest du département du Morbihan, le long de la frontière du Finistère. Centré autour de la rade de Lorient, le territoire présente un relief incliné de l'Argoat vers l'Armor, associant ainsi quatre ensembles de paysage (eux-mêmes découpés en douze unités paysagères). Fortement mis en valeur, les sites côtiers (rade, littoral, petite mer de Gâvres, île de Groix) sont marqués par d'importants développements urbain et touristique le long de l'Océan Atlantique. Les plaines et plateaux s'étendent au nord en de vastes étendues cultivées faiblement vallonnées. Les plissements, caractérisés par ses ondulations de terrain et ses hauteurs généralement boisées, coupent cet espace en deux, presque en son centre. Enfin, les vallées, souvent boisées mais pas toujours accessibles en raison de leur encaissement ou étroitesse, font le lien entre le littoral et l'intérieur des terres. On en dénombre trois : celle de la Laïta à l'ouest, du Scorff au nord et du Blavet à l'est.
Avec une superficie de 738,71 km2, il s'agit de la plus petite des deux communautés d'agglomération du département (après Golfe du Morbihan - Vannes Agglomération) et la 5e plus grande intercommunalité du Morbihan (si on inclut Redon Agglomération qui possède son siège en Ille-et-Vilaine). Son territoire couvre largement celui de l'aire urbaine de Lorient et aussi celui du pays de Lorient avant l'arrivée de Quimperlé Communauté en 2018.

Au total, Lorient Agglomération est limitrophe de six intercommunalités. 
|                                  | Roi Morvan Communauté | Baud Communauté, Pontivy Communauté |
| Quimperlé Communauté (Finistère) | Lorient Agglomération | Auray Quiberon Terre Atlantique     |
|                                  | Océan Atlantique      | Blavet Bellevue Océan Communauté    |

### Composition

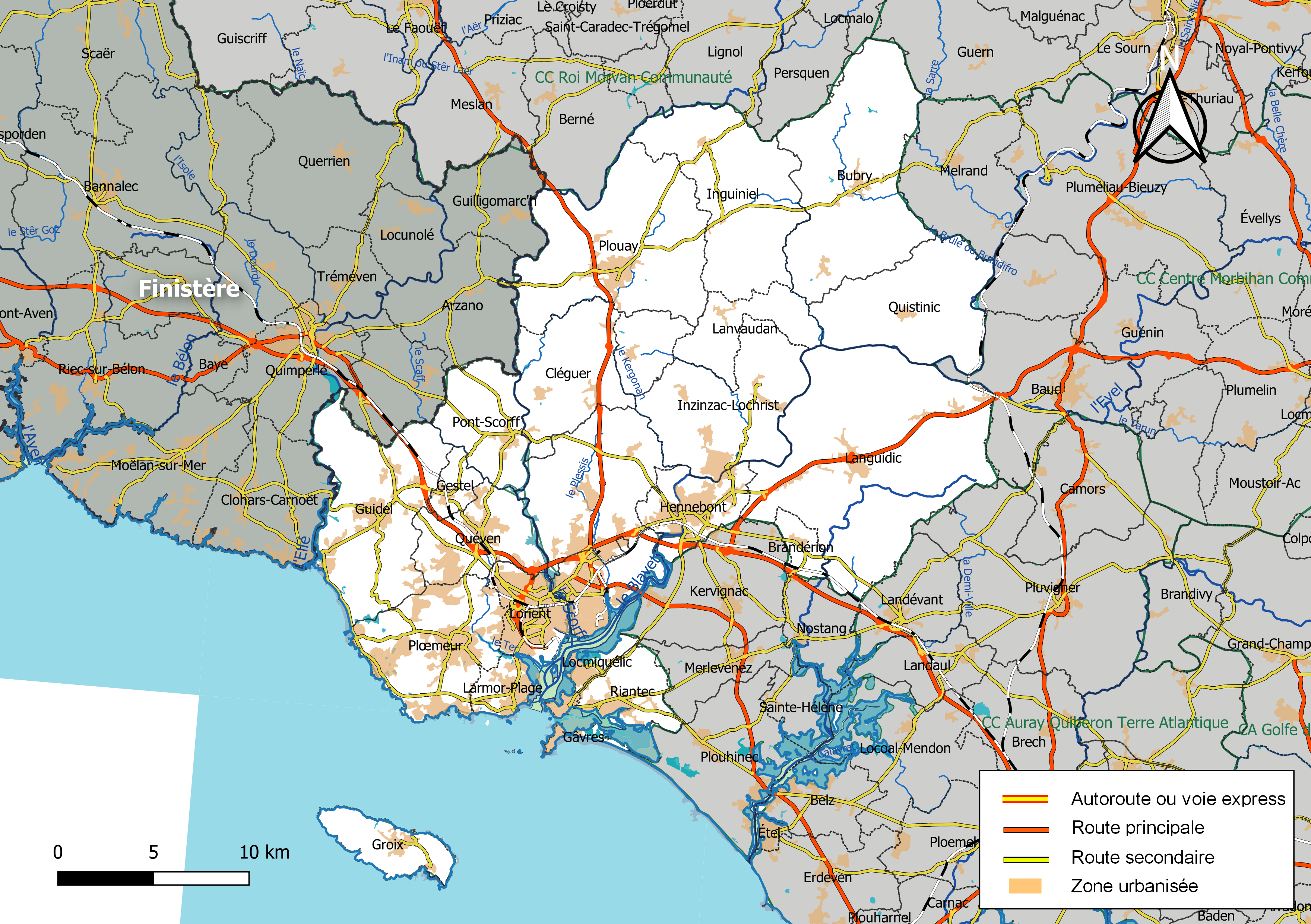
Carte de Lorient Agglomération au 1er janvier 2019.

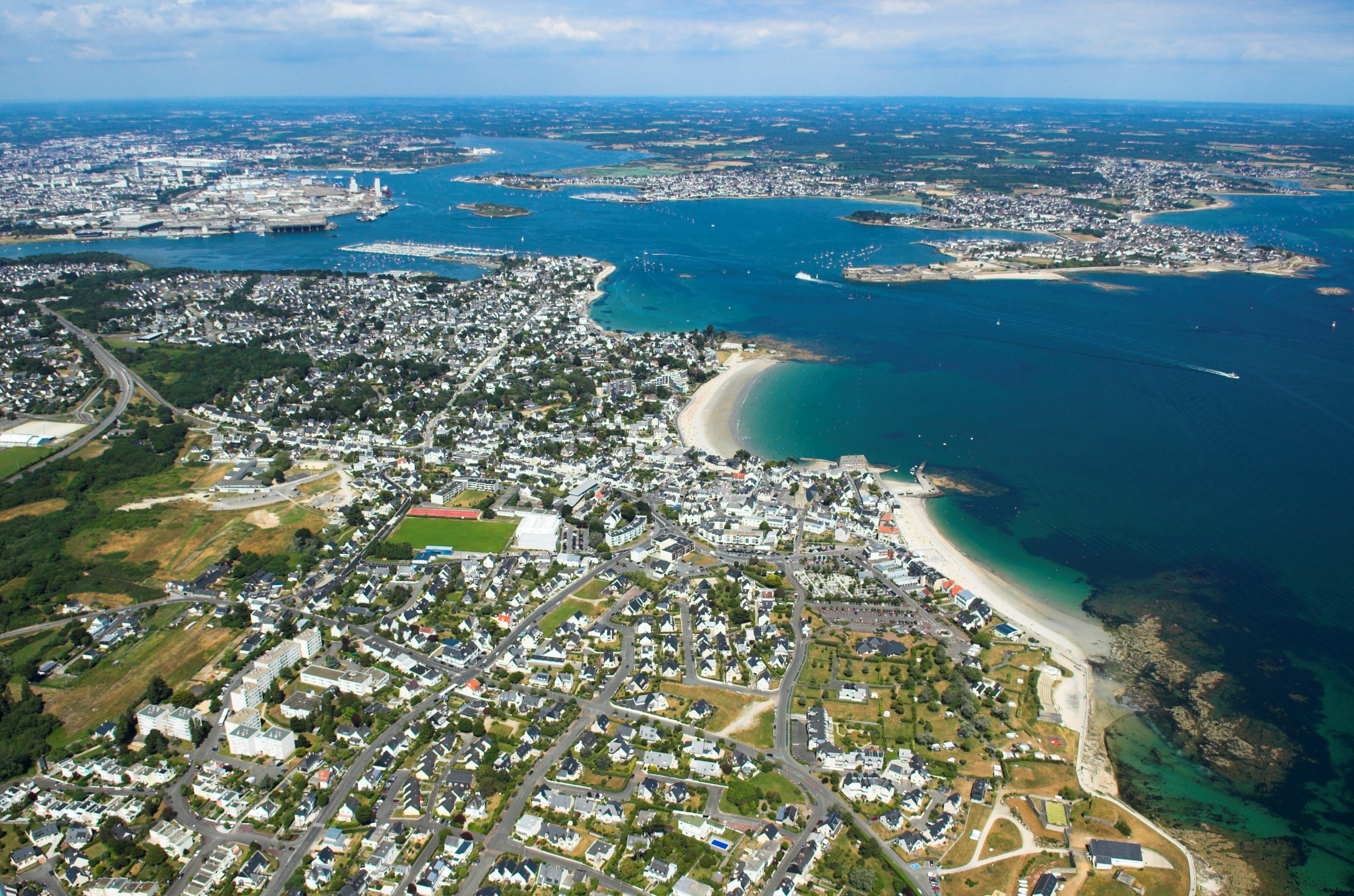
La rade de Lorient (au premier plan, Larmor-Plage).

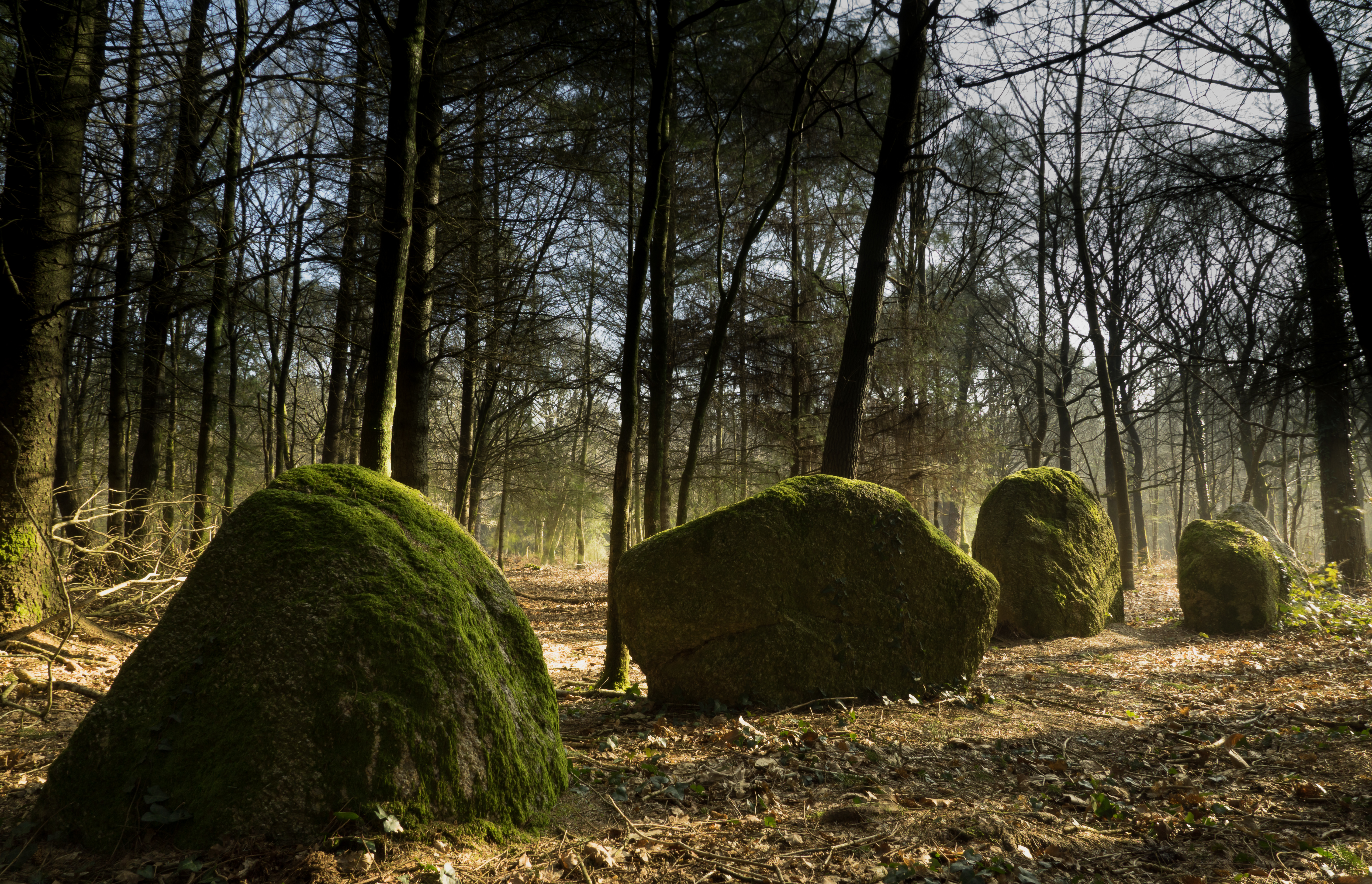
Les alignements de Kersolan à Languidic.

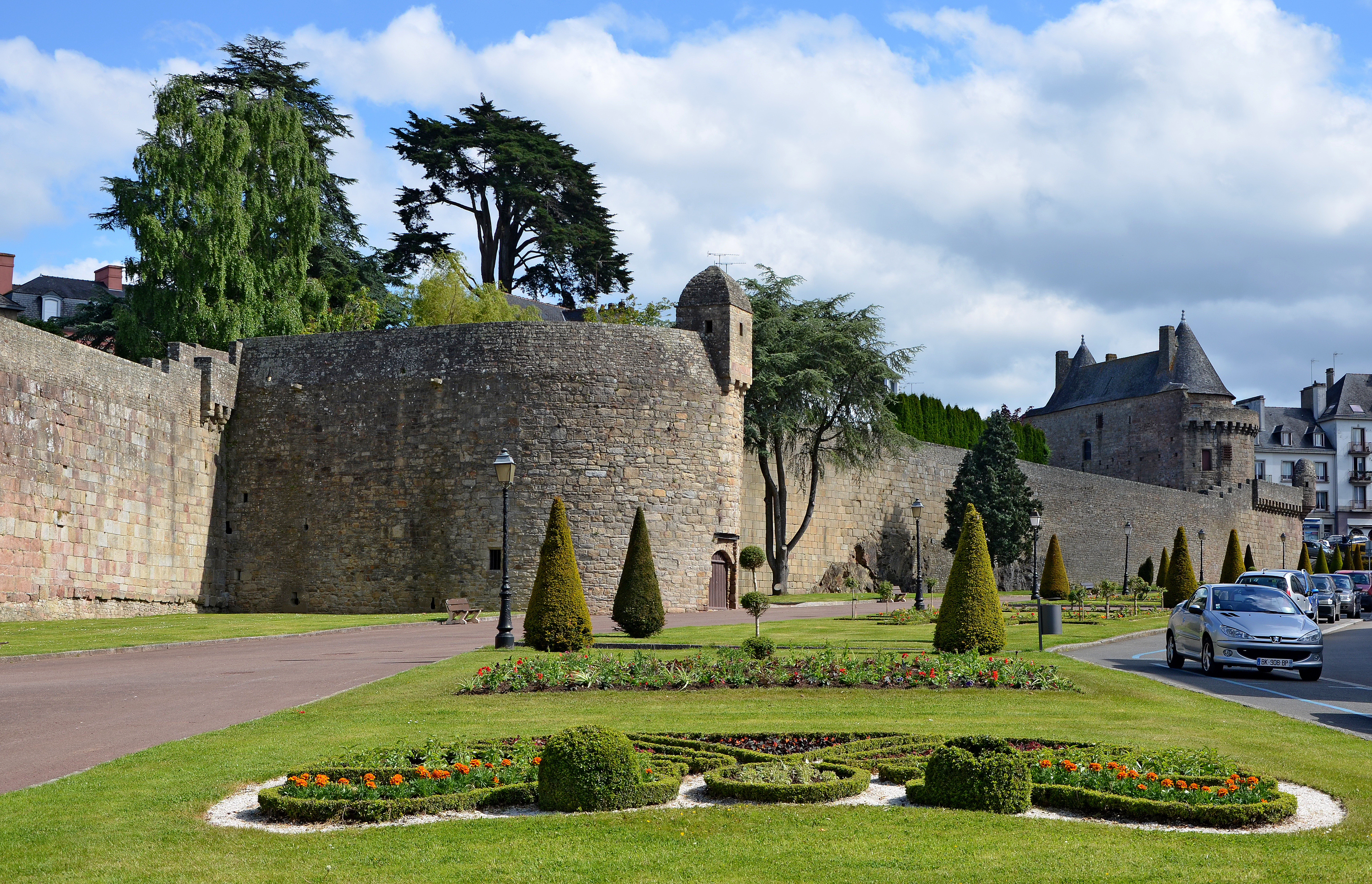
Les remparts à Hennebont.

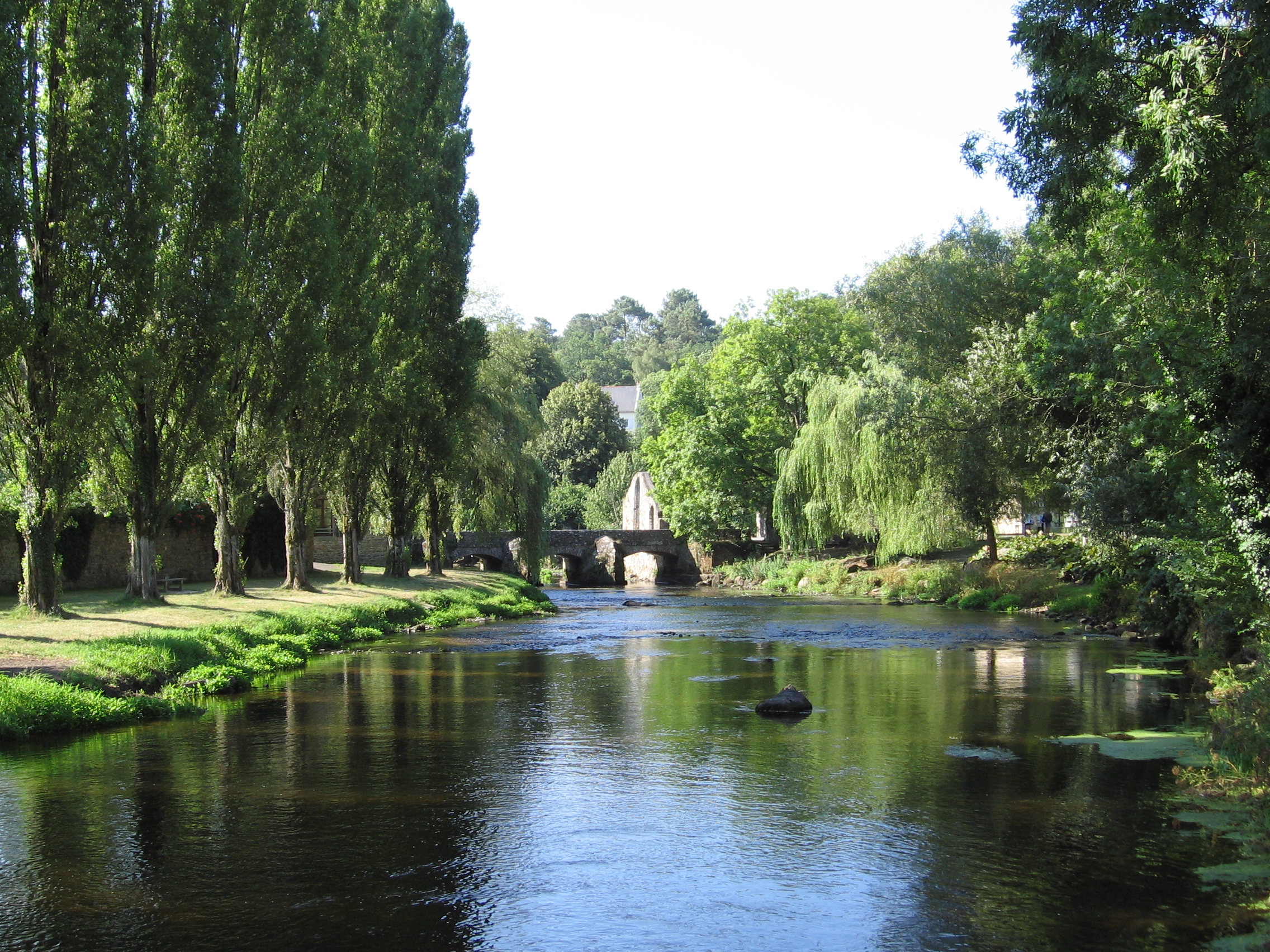
Le Scorff à Pont-Scorff.

Alors que le périmètre se limite pendant 26 ans à 6 communes de la rive droite de la rade de Lorient (Caudan, Lanester, Larmor-Plage, Lorient, Ploemeur, Quéven), l'intercommunalité s'étend progressivement autour des embouchures du Scorff et du Blavet. En 1990, on dénombre 10 communes avec l'arrivée de Gestel, Hennebont, Inzinzac-Lochrist, Pont-Scorff, puis 17 en 1995 (Brandérion, Cléguer, Gâvres, Groix, Guidel, Port-Louis, Riantec). Elle s'agrandit ensuite à l'initiative de choix individuels : Languidic (1999) et Locmiquélic (2001).
Le périmètre augmente de 6 communes à la suite de l'intégration de la communauté de communes de la région de Plouay en 2014.
Avec 25 communes, c'est l'une des plus petites des 15 communautés d'agglomération existantes en Région Bretagne, devançant Saint-Malo Agglomération, Quimperlé Communauté, CA Quimper Bretagne Occidentale et Concarneau Cornouaille Agglomération.
La communauté d'agglomération est composée des 25 communes suivantes :

| Nom               | Code Insee | Gentilé          | Superficie (km2) | Population (dernière pop. légale) | Densité (hab./km2) |
| ----------------- | ---------- | ---------------- | ---------------- | --------------------------------- | ------------------ |
| Lorient (siège)   | 56121      | Lorientais       | 17,48            | 58 202 (2022)                     | 3 330              |
| Brandérion        | 56021      | Branderionnais   | 6,03             | 1 480 (2022)                      | 245                |
| Bubry             | 56026      | Bubryates        | 69,09            | 2 262 (2022)                      | 33                 |
| Calan             | 56029      | Calanais         | 12,29            | 1 267 (2022)                      | 103                |
| Caudan            | 56036      | Caudanais        | 42,63            | 7 110 (2022)                      | 167                |
| Cléguer           | 56040      | Cléguerois       | 32,15            | 3 404 (2022)                      | 106                |
| Gâvres            | 56062      | Gâvrais          | 1,88             | 685 (2022)                        | 364                |
| Gestel            | 56063      | Gestélois        | 6,25             | 2 569 (2022)                      | 411                |
| Groix             | 56069      | Groisillons      | 14,82            | 2 308 (2022)                      | 156                |
| Guidel            | 56078      | Guidélois        | 52,29            | 12 236 (2022)                     | 234                |
| Hennebont         | 56083      | Hennebontais     | 18,57            | 15 831 (2022)                     | 853                |
| Inguiniel         | 56089      | Inguinielois     | 51,4             | 2 196 (2022)                      | 43                 |
| Inzinzac-Lochrist | 56090      | Lochristois      | 44,67            | 6 631 (2022)                      | 148                |
| Lanester          | 56098      | Lanestériens     | 18,37            | 23 188 (2022)                     | 1 262              |
| Languidic         | 56101      | Languidiciens    | 109,08           | 8 046 (2022)                      | 74                 |
| Lanvaudan         | 56104      | Lanvaudannais    | 18,3             | 809 (2022)                        | 44                 |
| Larmor-Plage      | 56107      | Larmoriens       | 7,27             | 8 368 (2022)                      | 1 151              |
| Locmiquélic       | 56118      | Locmiquellicains | 3,58             | 4 094 (2022)                      | 1 144              |
| Ploemeur          | 56162      | Ploemeurois      | 39,72            | 18 873 (2022)                     | 475                |
| Plouay            | 56166      | Plouaysiens      | 67,33            | 5 779 (2022)                      | 86                 |
| Pont-Scorff       | 56179      | Scorvipontains   | 23,5             | 4 015 (2022)                      | 171                |
| Port-Louis        | 56181      | Port-Louisiens   | 1,07             | 2 689 (2022)                      | 2 513              |
| Quéven            | 56185      | Quevenois        | 23,93            | 8 906 (2022)                      | 372                |
| Quistinic         | 56188      | Quistinicois     | 42,95            | 1 423 (2022)                      | 33                 |
| Riantec           | 56193      | Riantécois       | 14,06            | 5 742 (2022)                      | 408                |

### Démographie
| 1968    | 1975    | 1982    | 1990    | 1999    | 2006    | 2011    | 2016    | 2022    |
| ------- | ------- | ------- | ------- | ------- | ------- | ------- | ------- | ------- |
| 163 359 | 174 516 | 182 060 | 191 544 | 192 683 | 197 413 | 198 810 | 202 494 | 208 113 |

## Administration

### Siège
Le siège de la communauté d'agglomération est situé à la Maison de l'Agglomération, construit quai du Péristyle, à Lorient. Le bâtiment a été inauguré au dernier trimestre 2014.

### Élus

#### Fonctionnement
En 2014, Lorient Agglomération est gérée par un conseil communautaire composé de 66 membres représentant chacune des communes membres et élus pour une durée de six ans. En 2020, le nombre de conseillers communautaires est augmenté pour atteindre 73 sur le mandat 2020-2026.
Ils sont répartis comme suit :
| Commune           | Représentation       | Représentation | Représentation | Représentation   | Représentation   |
| Commune           | Maire élu            | Étiquette      | Étiquette      | Nombre de sièges | Nombre de sièges |
| Commune           | Maire élu            | Étiquette      | Étiquette      | 2020             | 2014             |
| ----------------- | -------------------- | -------------- | -------------- | ---------------- | ---------------- |
| Brandérion        | Jean-Yves Carrio     |                | SE             | 1                | 1                |
| Bubry             | Roger Thomazo        |                | SE             | 1                | 1                |
| Calan             | Pascal Le Doussal    |                | SE             | 1                | 1                |
| Caudan            | Fabrice Vély         |                | DVC            | 2                | 2                |
| Cléguer           | Alain Nicolazo       |                | SE             | 1                | 1                |
| Gâvres            | Dominique Le Vouëdec |                | PS (SE)        | 1                | 1                |
| Gestel            | Michel Dagorne       |                | SE             | 1                | 1                |
| Groix             | Dominique Yvon       |                | SE             | 1                | 1                |
| Guidel            | Jo Daniel            |                | UDI (DVC)      | 4                | 3                |
| Hennebont         | André Hartereau      |                | DVG            | 5                | 5                |
| Inguiniel         | Jean-Louis Le Masle  |                | SE             | 1                | 1                |
| Inzinzac-Lochrist | Armelle Nicolas      |                | DVD            | 2                | 2                |
| Lanester          | Gilles Carreric      |                | DVG            | 8                | 7                |
| Languidic         | Laurent Duval        |                | DIV            | 2                | 2                |
| Lanvaudan         | Pascal Le Calvé      |                | DIV            | 1                | 1                |
| Larmor-Plage      | Patrice Valton       |                | SE             | 3                | 2                |
| Locmiquélic       | Éric Paturel         |                | DVC            | 1                | 1                |
| Lorient           | Fabrice Loher        |                | UDI (DIV)      | 21               | 19               |
| Ploemeur          | Ronan Loas           |                | Horizons       | 6                | 6                |
| Plouay            | Gwenn Le Nay         |                | UDI (DVC)      | 2                | 1                |
| Pont-Scorff       | Pierrick Nevannen    |                | DVC            | 1                | 1                |
| Port-Louis        | Daniel Martin        |                | SE             | 1                | 1                |
| Quéven            | Marc Boutruche       |                | DVC            | 3                | 3                |
| Quistinic         | Antoine Pichon       |                | SE             | 1                | 1                |
| Riantec           | Jean-Michel Bonhomme |                | DIV            | 2                | 1                |

Le conseil communautaire se réunit au moins une fois par trimestre. En 2015, cinq réunions publiques ont eu lieu.
Les questions et sujets soumis au conseil communautaire sont examinés au sein de commissions. Son nombre varie au cours des mandants. Pour 2020, quatre sont créées (une de plus que la précédente mandature), chacune composée entre 17 et 19 élus :
- la commission des ressources, finances et administration générale ;
- la commission du développement et de l'attractivité du territoire ;
- la commission de la transition écologique ;
- la commission de l'aménagement, des mobilités et de l'habitat.

Un conseiller communautaire ne peut être membre que d'une seule commission.
Enfin, Lorient Agglomération s'est doté d'un conseil des maires comprend tous les maires des communes membres. Son rôle est défini par un règlement intérieur. Il est saisi pour avis sur des questions concernant les transferts de compétences et les prises de compétences communautaires, la fiscalité intercommunale et le pacte financier, l’élaboration du budget ainsi que les dispositifs de mutualisation et de soutien aux communes membres, avant qu'elles ne soient soumises au conseil communautaire. En 2015, le conseil des maires s'est réuni huit fois.

#### Composition et groupes politiques du conseil communautaire
| Élections | Composition du conseil communautaire | Groupes politiques | Groupes politiques                                  | Élus communaux en fonction des groupes politiques |
| --------- | --- | ------------------ | --------------------------------------------------- | ------------------------------------------------- |
| 2014      | |                    | Lorient Agglomération territoire d'avenir : 29 élus |                                                   |
| 2014      | L'Agglomération avec vous : 11 élus |                    |                                                     |                                                   |
| 2014      | Scorff Agglo : 11 élus (2014-2015), puis 10 élus (2015-2020) |                    |                                                     |                                                   |
| 2014      | Pour une agglomération démocratique (2014-2015) : 12 élus Droite et centre pour une agglomération démocratique (2015-2017) : 13 élus, puis 12 élus (2017) Littoral (2018-2020) : 8 élus |                    |                                                     |                                                   |
| 2014      | Non affilié : 3 élus (2014-2017), 4 élus (2017-2018) puis 8 élus (2018-2020) |                    |                                                     |                                                   |

### Exécutif
Le conseil communautaire du 16 juillet 2020 a élu pour la première fois de son histoire un président non issu de la gauche, Fabrice Loher, maire de Lorient, et désigné les vice-présidents qui sont au nombre de 15, deux de plus que lors de la précédente mandature. Le bureau est complété par 4 conseillers délégués. Ensemble, ils forment l'exécutif de l'intercommunalité pour le mandat 2020-2026 au 29 juillet 2020.
|                    | Nom | Nom                  | Étiquettes | Commune                   | Délégation                                                               |
| ------------------ | --- | -------------------- | ---------- | ------------------------- | ------------------------------------------------------------------------ |
| Président          |     | Fabrice Loher        | UDI        | Lorient (maire)           |                                                                          |
| 1er vice-président |     | Alain Nicolazo       | SE         | Cléguer (maire)           | Finances, mutualisation et évaluation                                    |
| 2e vice-président  |     | Ronan Loas           | Horizons   | Ploemeur (maire)          | Tourisme, culture, sport et muséographie                                 |
| 3e vice-président  |     | Marc Boutruche       | DVC        | Quéven (maire)            | Habitat, logement et projet territorial                                  |
| 4e vice-présidente |     | Patricia Quéro-Ruen  | UDI        | Ploemeur (adjoint)        | Numérique et smart-city                                                  |
| 5e vice-président  |     | Freddie Follezou     | DIV        | Lorient (adjoint)         | Développement économique et emploi                                       |
| 6e vice-présidente |     | Armelle Nicolas      | DVD        | Inzinzac-Lochrist (maire) | Environnement, gestion des risques, des espaces naturels et de la GEMAPI |
| 7e vice-président  |     | Gwenn Le Nay         | UDI        | Plouay (maire)            | Gestion et valorisation des déchets                                      |
| 8e vice-présidente |     | Maria Colas          | LR         | Lorient (conseillère)     | Mobilités                                                                |
| 9e vice-président  |     | Jo Daniel            | UDI        | Guidel (maire)            | Eau et assainissement                                                    |
| 10e vice-président |     | Jean-Michel Bonhomme | DIV        | Riantec (maire)           | Planification, aménagement territorial, SCOT et urbanisme                |
| 11e vice-président |     | Patrice Valton       | SE         | Larmor-Plage (maire)      | Ports et plaisance                                                       |
| 12e vice-président |     | Fabrice Vély         | DVC        | Caudan (maire)            | Enseignement supérieur et recherche                                      |
| 13e vice-président |     | Bruno Paris          | LREM       | Lorient (conseiller)      | Réduction et valorisation des déchets                                    |
| 14e vice-président |     | Pascal Le Liboux     | DVG        | Hennebont (conseiller)    | Ressources humaines                                                      |
| 15e vice-président |     | Laurent Duval        | DIV        | Languidic (maire)         | Agriculture, alimentation et aménagement rural                           |

| Nom | Nom                    | Étiquettes | Commune                | Délégation                                 |
| --- | ---------------------- | ---------- | ---------------------- | ------------------------------------------ |
|     | Pascal Le Doussal      | SE         | Calan (maire)          | Valorisation de l'espace rural             |
|     | Céline Olivier         | DVC        | Quéven (conseillère)   | Mutualisation et achat public              |
|     | Antoine Pichon         | SE         | Quistinic (maire)      | Gens du voyage                             |
|     | Anne-Valérie Rodrigues | DVC ex-LR  | Ploemeur (conseillère) | Formation et économie sociale et solidaire |
|     | Aurélie Martorell      | SE         | Lorient (adjointe)     | Membre du bureau                           |

### Présidents
| Période                                    | Période       | Identité           | Étiquette | Qualité |
| ------------------------------------------ | ------------- | ------------------ | --------- | --- |
| Les données manquantes sont à compléter.   |               |                    |           | |
| Syndicat intercommunal à vocation multiple |               |                    |           | |
| 1983                                       | 1990          | Jean-Yves Le Drian | PS        | Professeur agrégé d'histoire Maire de Lorient (1981 → 1998) puis conseiller municipal (1998 → 2004) Député du Morbihan (5e circ.) (1978 → 1991 et 1997 → 2007) |
| District                                   |               |                    |           | |
| 1990                                       | décembre 1999 | Jean-Yves Le Drian | PS        | Professeur agrégé d'histoire Maire de Lorient (1981 → 1998) puis conseiller municipal (1998 → 2004) Député du Morbihan (5e circ.) (1978 → 1991 et 1997 → 2007) Conseiller régional de Bretagne (1998 → 2021) |
| Communauté d'agglomération                 |               |                    |           | |
| 2000                                       | avril 2004    | Jean-Yves Le Drian | PS        | Professeur agrégé d'histoire Conseiller municipal de Lorient (1998 → 2004) Député du Morbihan (5e circ.) (1978 → 1991 et 1997 → 2007) Conseiller régional de Bretagne (1998 → 2021) Président du conseil régional de Bretagne (2004 → 2012) Démissionnaire de fait après son élection comme président du consxeil régional |
| avril 2004                                 | juillet 2020  | Norbert Métairie   | PS        | Maire de Lorient (1998 → 2020) Professeur de lycée à Rostrenen puis à Hennebont Suppléant de Jean-Yves Le Drian (1997 → 2002) Conseiller général de Lorient-Centre (2001 → 2015) Chevalier de l'Ordre du Mérite maritime Chevalier de la Légion d'honneur                                                                  |
| 16 juillet 2020                            | En cours      | Fabrice Loher      | UDI       | Collaborateur d'élus puis cadre territorial Maire de Lorient (2020 → ) Ministre délégué à la Mer et à la Pêche (2024 → 2024) |

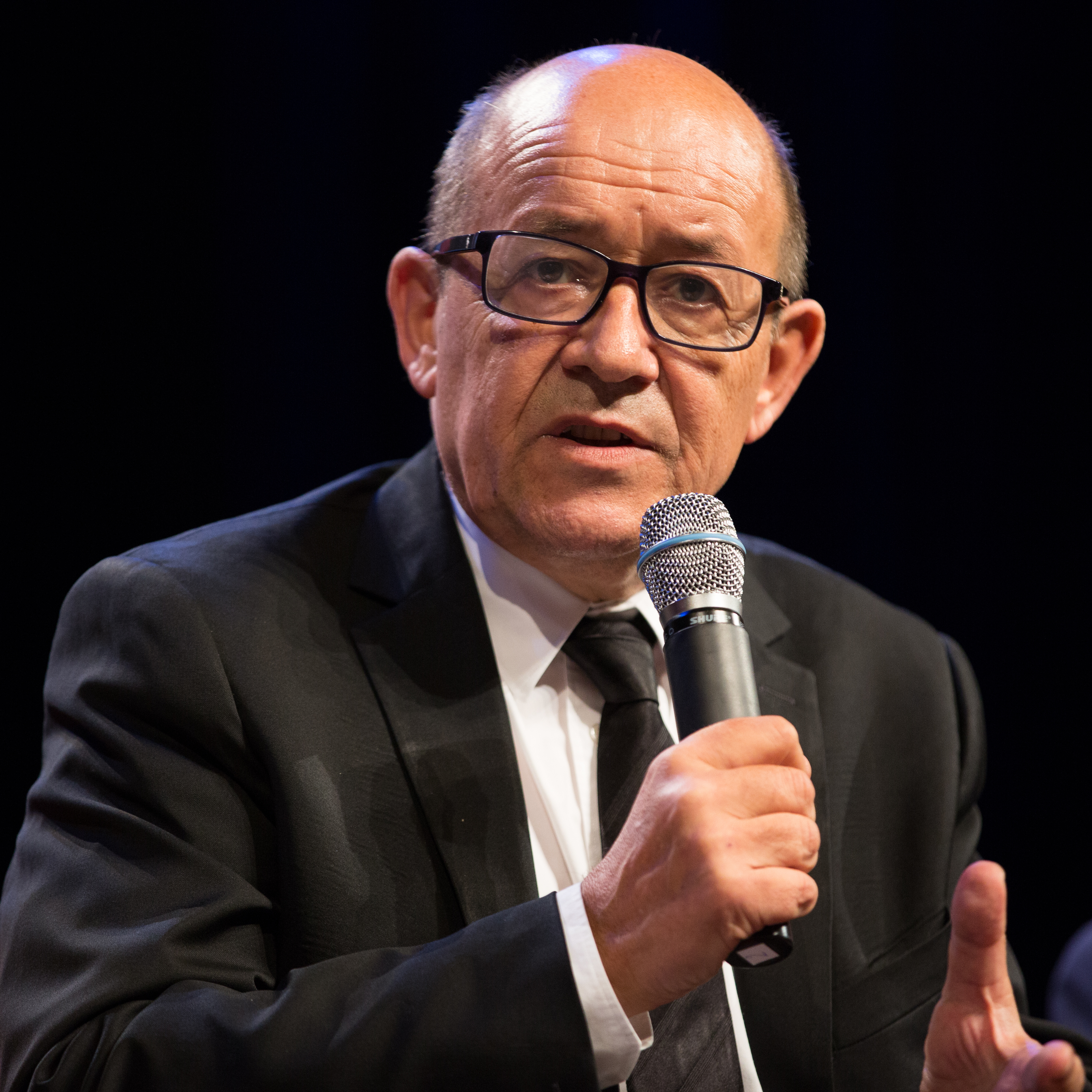
J-Y Le Drian en 2016.
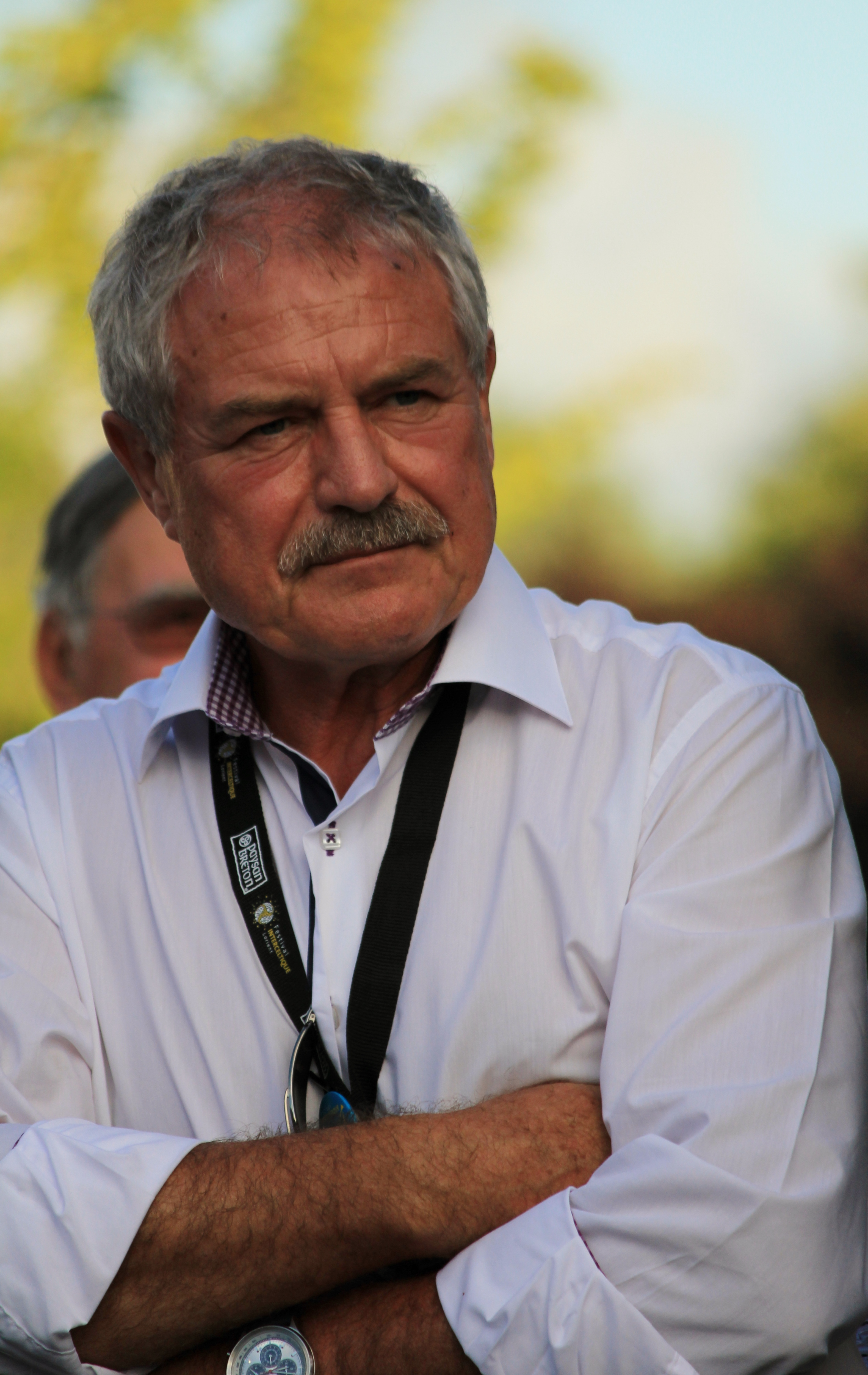
Norbert Métairie en 2013.
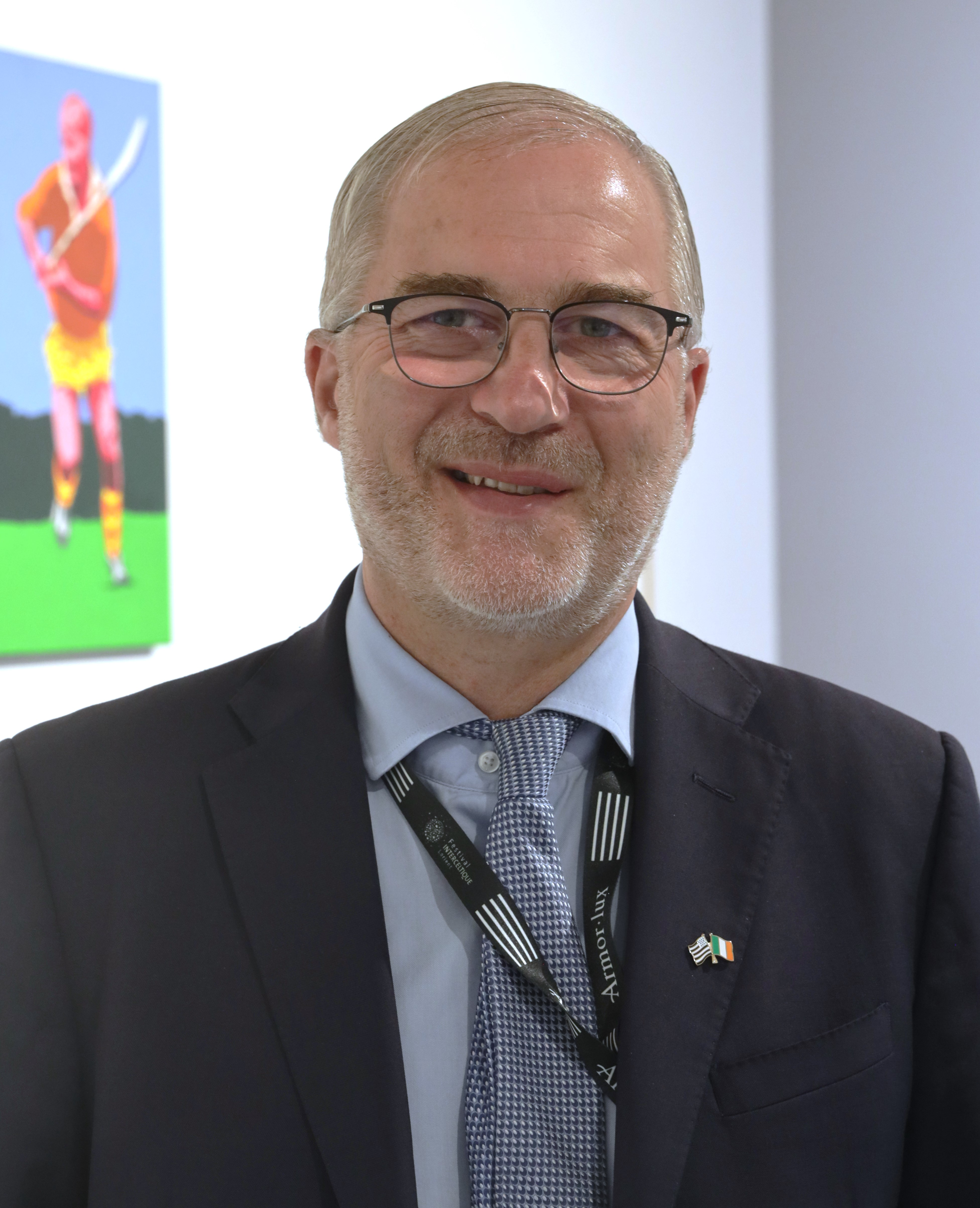
Fabrice Loher en 2023.

## Compétences
- Le développement économique
- L'aménagement de l'espace communautaire et les déplacements urbains
- L'équilibre social de l'habitat
- Protection et mise en valeur de l’environnement
- Collecte sélective, valorisation et traitement des déchets ménagers
- Voirie d’intérêt communautaire
- Développement touristique et maritime
- Construction et gestion d’équipements culturels et sportifs d’intérêt communautaire
- Développement de l’enseignement supérieur, de la recherche et des transferts de technologie, des NTCI (nouvelles technologies de *l'information et de la communication).
- Participation aux schémas régionaux de formation
- Promotion du Pays de Lorient
- Services : accueil des gens du voyage, chenil, surveillance des zones de baignade, eau potable pour le compte de Lorient et Lanester.

## Dates clés

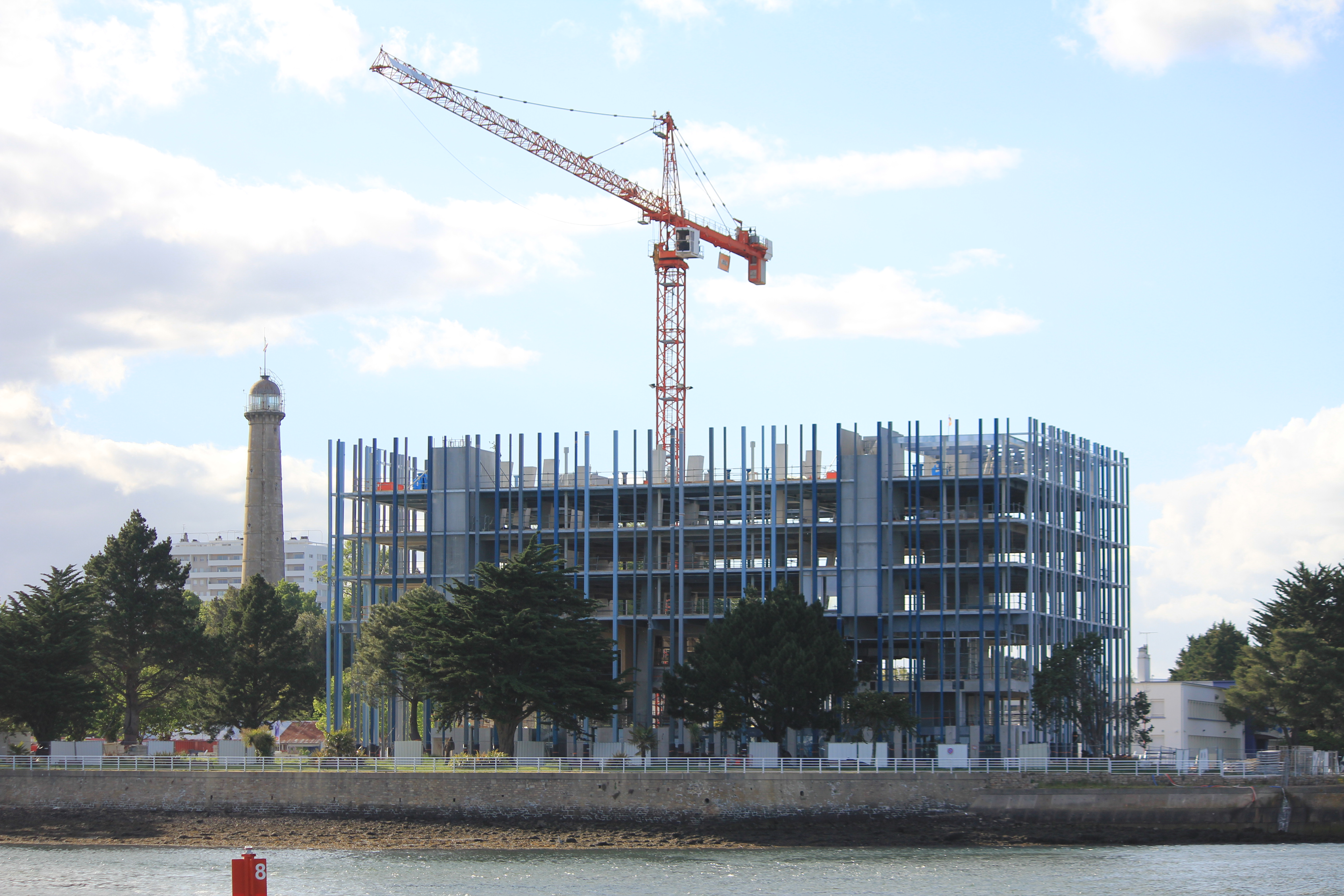
L'hôtel d'agglomération en construction en mai 2013.

- 1987 : 1er plan de déplacement urbain (PDU).
- 1988 : création de la Sellor, société d'économie mixte de gestion des ports de plaisance et d’équipements publics de loisirs du Pays de Lorient et création de la Segepex (société d'économie mixte de gestion du parc des expositions).
- 1989 : ouverture de la gare d'échanges à l'Orientis.
- De 1993 à 2001 : 3 pépinières d’entreprises s’installent au Parc technologique de Soye.
- 1993 : mise en place du PLIE (plan local d’insertion pour l’emploi).
- 1995 : l’Université de Bretagne Sud ouvre ses portes à Lorient.
- 1996 : intégration des premières liaisons maritimes - pour Gâvres et Port-Louis - au réseau urbain.
- 1997 : signature du 1er plan local de l’habitat (PLH).
- 1998-1999 : nouveaux équipements touristiques dotés d’un espace muséographique : l’Odyssaum de Pont-scorff, les Espaces Découverte du Haras national d'Hennebont, la Thalassa de Lorient, la Tisserie de Brandérion, la Maison de l’ile Kerner de Riantec et le stade d’eau vive de Lochrist.
- 1999 : lancement du projet Triskell, projet de transport collectif en site propre.
- 2001 : début de la collecte selective des déchets ménagers. Ouverture de la boutique transports et déplacement à l'Orientis.
- 2002 : signature de la Charte de l’environnement et du développement durable.
- 2003 : 1er Salon Terre ! à Lanester sur le développement durable.
- 2005 : ouverture de l'Unité de traitement biologique des déchets à Caudan.
- 2007 : élargissement de la RN 165. Inauguration du Pont des Indes et de la 1re tranche du Triskell.
- 2008 : ouverture de la Cité de la voile Éric Tabarly.
- 2009 : inauguration du port de la Base de sous-marins.
- 2012 : changement du nom et du logo de la communauté d'agglomération.
- 2014 : fusion de Lorient Agglomération et de la communauté de communes de la région de Plouay (1er janvier). Inauguration du nouvel hôtel d'agglomération, le 28 octobre, en construction depuis mai 2013;

## Identité visuelle

Ancien logo de Cap l'Orient de 2000 à avril 2012
Logo de Lorient Agglomération depuis le 2 avril 2012